# Saša Stevanović
Pour les articles homonymes, voir Stevanović.
Saša Stevanović est un footballeur international serbe né le 4 août 1974 à Kragujevac en Yougoslavie (aujourd'hui en Serbie) qui évoluait au poste de gardien de but.

## Carrière
| saisons   | club                | pays                 |
| --------- | ------------------- | -------------------- |
| 1995-1998 | Radnički Kragujevac | RF Yougoslavie       |
| 1998-2000 | FC Smederevo        | RF Yougoslavie       |
| 2000-2004 | OFK Belgrade        | Serbie-et-Monténégro |
| 2004-2014 | Győri ETO FC        | Hongrie              |

## Statistiques en sélection nationale
| saison | pays           | matchs & buts   |
| ------ | -------------- | --------------- |
| 2001   | RF Yougoslavie | 3 matches 0 but |

## Palmarès
- Championnat de Hongrie : 2013